# DonkeyBoy
Donkeyboy er en musikgruppe fra Drammen i Norge fra 2005 bestående af Cato Sundberg, Kent Sundberg, Peter Michelsen, Thomas Drabløs og Alexander Garborg Ågedal (bas).
DonkeyBoys blev dannet i 2005 af Cato, Kent og Thomas. Øyvind Haga kom med på guitar, men forlod hurtigt gruppen og blev afløst af Peter Michelsen.  
Norsk P3 fik øje på Donkeyboy og satte gruppens første par singler på playlister, hvorefter bandet blev hypet.[kilde mangler] En af gruppens sange "Broke My Eyes" kom med i en snowboard-reklame og et andet nummer "Somehow" fik rosende omtale af selveste The Who[kilde mangler] i forbindelse med et fremstød for et engelsk musiksite. 

## Musik

### Album
- 2009: Caught in a Life
- 2012: Silver Moon

### Singler
- "Ambitions"(2009)
- "Sometimes"(2009)
- "Broke My Eyes"(2009)
- "Awake" (2009)
- "Blade Running"(2009)
- "Stereolife"(2010)
- "City boy"(2011)
- "Pull of the eye"(2012)
- "Trigger Finger"(2013)
- "Crazy Something Normal"(2014)
- "Hero" (2014)